# Víkingsvöllur
Il Víkingsvöllur, conosciuto anche come Víkin e Keppnisvöllur, è un impianto sportivo di Reykjavík in Islanda. È principalmente usato per gli incontri di calcio ed è utilizzato dalle squadre del Víkingur, maschili e femminili.
Lo stadio contiene 1 449 spettatori, di cui 1 149 posti a sedere nella tribuna coperta e circa 300 posti in piedi attorno al campo.